# Піддубне (Черняховський район)
Піддубне (рос. Поддубное) — селище Черняховського району, Калінінградської області Росії. Входить до складу Каменського сільського поселення.
Населення —  52 особи (2015 рік). 

## Населення
| 2002 | 2010 |
| ---- | ---- |
| 93   | ↘52  |